# Де ла Крус, Давид
Давид де ла Крус (исп. David de la Cruz, род. 5 мая 1989 в Сабаделе, Испания) — испанский профессиональный шоссейный велогонщик, выступающий c 2018 года за команду мирового тура Ineos Grenadiers.

## Карьера
Давид де ла Крус дебютировал в профессионалах в 2010 году за испанскую проконтинентальную команду Caja Rural. Через три года перешел в немецкую профессиональную континентальную команду Team NetApp-Endura. В её составе был одним из главных грегари основного генеральщика команды Леопольда Кёнига на гранд-турах и помог ему войти в десятку генеральной классификации Вуэльты Испании 2013 и Тур де Франс 2014, несмотря на то, что обе гонки не доехал до финиша; на «Большой Петле» он сломал ключицу после падения. 
В 2015 году начал выступать за бельгийскую команду мирового тура Etixx-Quick Step.

### 2016
28 августа 2016 года Де ла Крус одержал свою первую профессиональную победу, став первым на этапе 9 Вуэльты Испании. Он и еще 11 гонщиков отобрались в отрыв дня через 12 км после старта этапа. Ряд гонщиков отрыва пытались уехать от своих попутчиков до начала подъёма Альто дель Наранко, но успешной оказалась атака Де ла Круса и Дриса Девенинса (IAM Cycling) за 12 км до финиша. За 2 км до финиша у них было 43 секунды преимущества перед ближайшими преследователями. За 400 м до финиша испанец атаковал и уехал от своего попутчика, опередив его на финише на 27 секунд. Победа принесла Де ла Крусу красную майку лидера общего зачета гонки, которую он потерял уже после следующего этапа. По итогам гонки испанец занял 7-е место в генеральной классификации, впервые попав топ-10 общего зачета гонки мирового тура.

### 2017
На Париж — Ницца 2017 Де ла Крус стал победителем заключительного этапа 8. За 95 км до финиша он переложился к отрыву, в котором постепенно собралось более 20 гонщиков. За 50 км до финиша из группы, где находился лидер общего зачёта гонки в одиночку атаковал Альберто Контадор (Trek-Segafredo) и переложился к отрыву. За 20 км до финиша в первой группе вместе с Контадором остались лишь Де ла Крус и их соотечественник Марк Солер из Movistar Team. На подъёме Коль д’Эз сначала атаковал Солер, но за 7 км до финиша Де ла Крус и Контадор его добрали. Контадор попытался уехать от своих попутчиков за 2.5 км до финиша, но в итоге ему пришлось бороться в спринте с Де ла Крусом, который опередил своего соотечественника и взял вторую в карьере профессиональную победу.
На Туре Страны Басков одержал победу из одиночного отрыва на 3-м этапе. Атаковав за 15 км до финиша, он создал просвет, в одиночку преодолел последнюю категорийную вершину дня, и удержал преимущество на спуске, опередив на финише преследователей лишь на 3 секунды. В генеральной классификации многодневки испанец занял 4-е место.
В августе в преддверии Вуэльты Испании испанец объявил о подписании контракта с британской Team Sky.
На «Вуэльте» Де ла Крус боролся за топ-10 общего зачета гонки, но на этапе 20 с восхождением в финале на Альто де Англиру, занимая 11-е место, он упал на спуске с предпоследнего подъема Альто-дель-Кордаль и был вынужден сойти с соревнования.

## Достижения
2009
9-й, Вуэльта Кастилии и Леона
2010
9-й, Вуэльта Кастилии и Леона
2011
2-й, Тоскана Терра
2012
2-й, Вуэльта Астурии
4-й, Вуэльта Кастилии и Леона
5-й, Вольта Португалии
 Молодежная классификация
9-й, Вуэльта Мадрида
2014
10-й, Тур Калифорнии 
2016
7-й, Вуэльта Испании
1-й на этапе 9
2017
Париж — Ницца
1-й на этапе 8 
3-й, Вуэльта Бургоса
4-й, Тур Страны Басков
1-й на этапе 3
7-й, Вуэльта Валенсии

## Статистика выступлений

### Гранд-туры
| Гонка           | 2013 | 2014 | 2015 | 2016 | 2017 |
| --------------- | ---- | ---- | ---- | ---- | ---- |
| Джиро д'Италия  | —    | —    | 34   | НФ   | —    |
| Тур де Франс    | —    | НФ   | —    | —    | —    |
| Вуэльта Испании | НФ   | —    | НФ   | 7    | НФ   |

| —  | Не участвовал  |
| НФ | Не финишировал |